# جائزة الكرة الذهبية 1995
جائزة الكرة الذهبية 1995، جائزة سنوية تُعطى لأفضل لاعب كرة القدم في العالم من طرف مجلة فرانس فوتبول الفرنسية، كما تقرره لجنة دولية من الصحفيين الرياضيين، وفاز بالجائزة في 1995 اللاعب الليبيري جورج ويا.

## الترتيب
| الترتيب | اللاعب         | النادي                        | الجنسية | النقاط |
| ------- | -------------- | ----------------------------- | ------- | ------ |
| 1       | جورج ويا       | باريس سان جيرمان إيه سي ميلان | ليبيريا | 144    |
| 2       | يورغن كلينسمان | بايرن ميونخ                   | ألمانيا | 108    |
| 3       | ياري ليتمانن   | أياكس أمستردام                | فنلندا  | 67     |